# لاسجرد
لاسجِرد یکی از روستاهای شهرستان سرخه در استان سمنان ایران است این روستا مرکز بخش مرکزی شهرستان سرخه  است. لاسجرد در ۳۵ کیلومتری شهر سمنان و ۱۵ کیلومتری شهرستان سرخه در ۲۱۶ کیلومتری شهر تهران جای گرفته‌است. مردم این روستا به گویش لاسگردی از گروه زبان‌های استان سمنان سخن می‌گویند. (چه کِندا ، خوجیا ، تَه حال خوجیه  : چطوری ، خوبی حالت خوبه)

## موقعیت و تاریخچه
جمعیت لاسجرد بر پایه نتایج سرشماری سال ۱۳۸۵، ۱٬۰۶۹ نفر (۳۱۸ خانوار) بوده‌است (جمعیت دهستان: ۲٬۱۴۲ نفر).
سلوکیان برای ادامه فرمانروایی خود تقریباً ۶۰ شهر در خاور و ایالت پارت بنا کردند. یکی از این شهرها آپاما بود که شاید در مکانی که امروزه به نام روستای لاسجرد شناخته شده‌است باشدولی هیچ بنا یا مدرکی که دلالت داشته باشد بر این سخن تا کنون کشف نشده‌است و نیاز به بررسی بیشتر دارد.
کاروانسرای شاه عباسی و امامزادگان سید رضا و سید علی اکبر از آثار تاریخی و آب تلخه لاسجرد از آثار طبیعی آن روستا می‌باشند. محصولات این روستا شامل غلات، پنبه، انگور، انار، خربزه و پیاز و توت و نان شیرمال است. صنایع دستی زنان روستا نیز کرباس بافی است.